# Siphlonurus quebecensis
Siphlonurus quebecensis é uma espécie de inseto do gênero Siphlonurus descoberta em 1878.

## Distribuição
Esta espécie é endêmica da América do Norte.